# Gaius Arminius Gallus
Gaius Arminius Gallus war ein im 2. Jahrhundert n. Chr. lebender Angehöriger des römischen Senatorenstandes.
Durch zwei Militärdiplome, die auf den 19. Oktober 120 datiert sind, ist belegt, dass Gallus 120 zusammen mit Gaius Atilius Serranus Suffektkonsul war.